# VI. izborna jedinica za izbor zastupnika u Hrvatski sabor
VI. izborna jedinica za izbor zastupnika Hrvatski sabor izborna je jedinica u Republici Hrvatskoj.
Obuhvaća:
- Zapadni dio grada Zagreba
  - gradske četvrti: Brezovica, Novi Zagreb – zapad, Podsused – Vrapče, Stenjevec, Trešnjevka – jug i Trešnjevka – sjever
- Zapadni i jugozapadni dio Zagrebačke županije:
  - gradovi i općine Jastrebarsko, Samobor, Sveta Nedelja, Zaprešić, Brdovec, Klinča Sela, Krašić, Stupnik i Žumberak

## Od 1999. do 2022.
Od 1999. do  2022., obuhvaćala je jugoistočni dio Zagrebačke županije, Sisačko-moslavačku županiju i jugoistočni dio Grada Zagreba i to:
- jugoistočni dio Zagrebačke županije – gradovi i općine: Ivanić-Grad, Kloštar Ivanić, Kravarsko, Križ, Orle, Pokupsko, Rugvica, Velika Gorica,
- područje Sisačko-moslavačke županije u cijelosti,
- jugoistočni dio Grada Zagreba: Volovčica, Folnegovićevo naselje, Donje Svetice, Bruno Bušić, Borongaj-Lugovi, Vukomerec, Ferenščica, Savica-Šanci, Žitnjak, Kozari Bok, Resnik, Kozari Putovi, Petruševac, Ivanja Reka, Trnava, Resnički Gaj, Kanal, Zapruđe, Utrine, Travno, Sopot, Siget, Sloboština, Dugave, Središće.

Bila je definirana Zakonom o izbornim jedinicama za izbor zastupnika u Zastupnički dom Hrvatskoga državnog sabora od 29. listopada 1999. godine, člankom 11. Odluku o proglašenju donio je predsjednik Republike Hrvatske dr Franjo Tuđman 3. studenoga 1999. godine. Potpisnik zakona koji je donio Zastupnički dom Hrvatskoga državnog sabora je predsjednik Zastupničkog doma Vlatko Pavletić.